# ليو فنسنت
ليو فنسنت (بالفرنسية: Léo Vincent)‏ هو دراج فرنسي، ولد في 6 نوفمبر 1995 في فيزول في فرنسا.

## وصلات خارجية
- ليو فنسنت على موقع الاتحاد الدولي للدراجات (الإنجليزية)
- ليو فنسنت على موقع أرشيف الدراجات (الإنجليزية)
- ليو فنسنت على موقع إحصائيات الدراجات الإحترافية (الإنجليزية)
- ليو فنسنت على موقع نسبة الدراجات (الإنجليزية)